# Can Frigola (Cassà de la Selva)
Can Frigola és una obra del municipi de Cassà de la Selva (Gironès) inclosa en l'Inventari del Patrimoni Arquitectònic de Catalunya.

## Descripció
Es tracta d'una construcció tradicional, amb murs de pedra i inicialment de planta quadrangular, basada en una estructura interna de tres crugies. La coberta és a dos vessants sobre embigats de fusta. N'és remarcable la porta dovellada de l'accés principal, amb pedra de Girona, així com les finestres de la primera planta, també de la mateixa pedra i una rapissa emmotllurades. Hi ha una pallissa amb murs de pedra i embigats de fusta que suporten la coberta, a dues aigües.

## Història
Les progressives ampliacions del mas s'han dut a terme per la banda de llevant, seguint el mateix tractament formal que l'edifici inicial.